# 贾斯汀·科克伦
贾斯汀·文森特·科克伦（英語：Justin Vincent Cochrane，1982年1月26日—）是一名退役足球运动员，安提瓜和巴布达前国脚。現職英超球會熱刺的肋理領隊。

## 俱乐部生涯
科克伦在哈克尼區的旧妇幼医院出生，父亲是安地卡島人，母亲是圣卢西亚人，在伦敦北部的埃德蒙顿长大。 科克伦的职业生涯始于女王公园巡游者，在青年队和预备队效力。在2000-01赛季最后一场女王公园巡游者主场对阵斯托克港的比赛中，他作为下半场替补完成了一线队首秀，但在上场后几分钟内就被红牌罚下。他在赛季结束时转会到非联赛的海耶斯，在2003年7月和克鲁免费签约。
2006年2月，科克伦被租借到吉林汉姆，进入一线队，并于2006年4月在卢顿试训，在预备队比赛中打进一球。他在2005-06赛季结束时被克鲁解约，随后与罗瑟勒姆签订了一份为期两年的合同。
罗瑟勒姆于2007年6月和他解约，在非合同基础上为约维尔效力后，他于2007年8月31日与他们签订了一份短期合同。他在米尔沃尔也有过一段短暂的替补出场。
科克伦随后在莱顿东方进行了短暂的试训，然后于2008年12月19日以非合同形式加入鲁什登钻石 ，然后在下个月离队。
2009年2月，他与艾迪索特签约。艾迪索特主教练Gary Waddock曾经在女王公园巡游者担任青年队教练，对科克伦很熟悉。 
然而，科克伦在2009-10赛季开始时被裁，并在7月25日与梅頓赫德聯的季前友谊赛中参加了国家联盟球队海耶斯和葉汀聯的试训，然后与他们签订了合同。
他最后一次效力于博勒姆伍德，他在2010年12月11日与伊斯特本的英格蘭足總錦標比赛中打进了他的第一个进球，賽事最终以3-1負於對手。

## 教练生涯
科克伦曾是托特纳姆热刺足球俱乐部的青年队教练，并于2019年8月29日被宣布为英格兰U16队的新任主教练，他已从U15队年龄组升职。  2020年9月24日，科克伦被任命为英格兰U17队的主教练以及青年发展阶段（U15/U16/U17）的负责人。 
2021年6月8日，科克伦被任命为曼联青训营球员发展和教练主管。 

## 国家队生涯
2008年6月，科克伦在非国际足联规定的友谊赛中为安提瓜和巴布达效力，打进一球。 他在对阵圣基茨和尼维斯的友谊赛中首次亮相，随后安提瓜世界杯预选赛两回合对阵古巴。 科克伦在当年的加勒比锦标赛第二轮比赛中也代表安提瓜和巴布达出场。

### 国家队进球
比分和结果首先列出了安提瓜和巴布达的进球数。 
| 进球 | 日期           | 场地                                                | 对手           | 分数 | 结果 | 竞赛                       |
| ---- | -------------- | --------------------------------------------------- | -------------- | ---- | ---- | -------------------------- |
| 1.   | 2010年11月10日 | 安提瓜和巴布达圣约翰安地卡島運動場                  | 苏里南         | 2 –1 | 2–1  | 2010年加勒比杯资格赛       |
| 2.   | 2011年9月6日   | 美属维尔京群岛弗雷德里克斯特德Paul E. Joseph 体育场 | 美屬維爾京群島 | 3 –0 | 8–1  | 2010年国际足联世界杯资格赛 |